# Stanisław Brzeziński (historyk)
Stanisław Brzeziński (ur. 12 maja 1903 w Petersburgu, zm. 8 sierpnia 1972) – polski historyk dziejów nowożytnych, dziennikarz, działacz polityczny i społeczny. 

## Życiorys
Syn Stanisława Jana Nepomucena Brzezińskiego (1871–1950), inżyniera, technologa i dyrektora warszawskiej „Zachęty”. Studia historyczne ukończył na Uniwersytecie Warszawskim. Pracował jako dziennikarz, m.in. w Kurierze Warszawskim. W 1933 obronił pracę doktorską „Piotr Tomicki Biskup Krakowski i Podkanclerzy Koronny (1461–1535)” napisaną pod kierunkiem Oskara Haleckiego. W 1937 otrzymał stanowisko docenta na Uniwersytecie Warszawskim.
Po II wojnie światowej pracował jako dziennikarz, wykładał w Wyższej Szkole Dziennikarskiej w Warszawie. W latach 60. był stypendystą w ośrodku PAN w Paryżu. Spoczywa na cmentarzu Powązkowskim w Warszawie (kwatera A-1-19/20).

## Wybrane publikacje[3]
- Un bibliophile de la Renaissance en Pologne, Varsovie: Société Polonaise d'Histoire 1933 (Odbitka: „La Pologne au VII-e Congrès International des Sciences Historiques”).
- Biskup-podkanclerzy Piotr Tomicki na tle swej epoki, Kraków: Wydawnictwo Ks. Jezuitów 1934 (Odbitka: „Przegląd Powszechny” 1934, nr 604, kwiecień).
- Panowie z Tomic, Warszawa: Polskie Towarzystwo Heraldyczne 1933 (Odbitka: „Miesięcznik Heraldyczny” 1933, nr 4–8).
- Pierwszy biskup Wojska Polskiego w Rosji (ze wspomnień osobistych o ś.p. arcybiskupie Janie Cieplaku), Warszawa 1935 (Odbitka: „Kwartalnik Katolickiego Duszpasterstwa Wojskowego w Polsce” 1935).
- Misjonarze i dyplomaci polscy w Persji w XVII i XVIII wieku, Warszawa 1935 (Odbitka: „Przegląd Powszechny” 56 (1939), t. 222, nr 4).
- Proces o testament prymasa Andrzeja Krzyckiego [w:] Księga ku czci Oskara Haleckiego wydana w XXV-lecie jego pracy naukowej, Warszawa 1935, s.275–313 (także osobna odbitka: Warszawa: skł. gł. „Libraria Nova” 1935).
- Wrociszew. Karta z dziejów parafij mazowieckich, Warszawa: Polskie Towarzystwo Heraldyczne 1935 (Odbitka: „Miesięcznik Heraldyczny” (1934), z. 7–12, (1935), z. 1–3).
- Współcześni i potomni o Piotrze Tomickim, Kraków: Wydawnictwo Ks. Jezuitów 1935 (Odbitka: „Przegląd Powszechny” (1935), t. 206–207, nr 6–8 (618–620)).
- Karelja, w: Encyklopedia Nauk Politycznych, Warszawa 1938, t.3 z.1.
- Przewodnik historyczny po wystawie Jana Matejki (lato 1938 r.), Warszawa 1938.
- Biblioteka biskupa-podkanclerzego Piotra Tomickiego, Kraków: A. Prabucki 1939.
- Jaką drogą dostała się sztuka perska do Polski?, Warszawa: Towarzystwo Zachęty Sztuk Pięknych 1939 (Odbitka: „Przewodnik Towarzystwa Zachęty Sztuk Pięknych” Nr 103).
- Kasztelan przemyski Andrzej Czuryło, Warszawa: Polskie Towarzystwo Heraldyczne 1939 (Odbitka: „Miesięcznik Heraldyczny” 1939, nr 4–5).
- Katolicyzm w Finlandii, Warszawa 1939 (Odbitka: „Przegląd Powszechny” 56 (1939), t. 222, nr 4).
- Śpiewnik studencki. Zbiór piosenek śpiewanych w korporacjach „Polonia”, „Arkonia” i „Welecja”, zebrali i wydali Franciszek Brzeziński i Stanisław Brzeziński; układ fortepianowy Franciszka Brzezińskiego, Warszawa: F. S. B. 1939.
- (współredaktor: Benon Miśkiewicz) Wielkopolska w walce z naporem germańskim, Poznań: Wydawnictwo Poznańskie 1969.